# Warburgia
Warburgia é um género de plantas com flor pertencente à família Canellaceae, com distribuição natural no leste e sul da África.

## Descrição
Warburgia é um género de plantas da família Canellaceae, descrito em 1895. O nome genérico homenageia o botânico alemão Otto Warburg.
As quatro espécies têm utilizações medicinais. Foi relatado que os extractos de Warburgia ugandensis apresentam algumas propriedades antimaláricas em modelos animais.
Espécies
1. Warburgia elongata Verdc. - Tanzânia
2. Warburgia salutaris (Bertol.f.) Chiov. - Zimbabwe, Moçambique, Limpopo, Mpumalanga, KwaZulu-Natal
3. Warburgia stuhlmannii Engl. - Tanzânia, Quénia
4. Warburgia ugandensis Sprague - Uganda, Quénia, Tanzânia, Zaire, Etiópia até ao Malawi